# Psychosomatische Klinik
Psychosomatische Kliniken bieten stationäre und tagesklinische therapeutische Unterstützung bei psychosomatischen und psychischen Störungen.
Überwiegend wird nach tiefenpsychologisch fundierten oder verhaltenstherapeutischen Therapiekonzepten behandelt. 
Im Gegensatz zu psychiatrischen Kliniken werden keine Notfälle (z. B. akute Suizidgefahr, akute Schizophrenie, akute Pflegebedürftigkeit) behandelt.
Einige Kliniken haben ein eigenes Profil mit einem „ganzheitlich-integrativen“ Ansatz im Rahmen einer therapeutischen Gemeinschaft. Hier werden teilweise auch Suchterkrankungen nach erfolgter Entgiftung mitbehandelt. 

## Indikation
Einige Kliniken sind bemüht, ihr Profil mittels Schwerpunktbehandlungsangeboten zu schärfen: Psychosomatische Störungen, Sucht, posttraumatische Belastungsstörung, Depression, Ängste, Borderline-Persönlichkeitsstörung, Beziehungsstörungen, Burnout-Syndrom, sexuelle Störungen, Partnerschafts-Probleme, spirituelle Krisen. 
Die Aufenthaltsdauer beträgt in der Regel 6 bis 10 Wochen, bei Kurzzeittherapie 2 bis 4 Wochen.

## Berufsgruppen
Fachlich geleitet wird die Psychosomatische Klinik meist von einem Facharzt für Psychosomatische Medizin oder Psychiatrie und Psychotherapie, ggf. mit Zusatztitel Psychoanalyse oder Psychotherapie. In den Therapiegruppen arbeiten als interdisziplinäres Team Ärzte, Psychologen, Familientherapeuten, Sozialarbeiter, Sozialpädagogen, Körpertherapeuten, Sportlehrer, Kunst- und Gestaltungstherapeuten, Krankenpfleger, Theologen etc.

## Finanzierung
- Krankenkasse
- Rentenversicherung
- Privat

## Kritik
Einige Mitglieder der pro mente austria kritisieren das deutsche Modell der psychosomatischen Kliniken als eine „Psychiatrie light“, da die dort behandelten Patienten vielfach nicht an psychosomatischen Problemen, sondern meist an Angststörungen und Depressionen, leichtergradigen Persönlichkeitsstörungen und auch leichten Alkoholerkrankungen leiden, für die laut Pro mente die moderne wissenschaftliche Psychiatrie und Psychotherapie primär ambulante Therapieformen und nicht stationäre Aufnahmen vorschlägt.

## Verwandtes Thema
- Fachkrankenhaus
- Psychiatrische Klinik